# Casa Turnbull
La Casa Turnbull (in inglese: Turnbull House) è una storica residenza della città di Wellington in Nuova Zelanda.

## Storia
L'edificio venne eretto nel 1915 secondo il progetto dell'architetto William Turnbull quale residenza di Alexander Turnbull (nonostante condividano lo stesso cognome, non vi era alcun legame di parentela fra i due). Il committente era inoltre interessato a fare della casa il luogo in cui accogliere la sua biblioteca privata. I lavori di costruzione accumularono ritardi a causa dello scoppio della prima guerra mondiale. 
Nel 1920, in seguito alla morte di Alexander Turnbull nel 1918, la casa venne acquistata dal governo neozelandese che aprì al pubblico la sua biblioteca. Quest'ultima confluì infine, nel 1973, nella Biblioteca nazionale della Nuova Zelanda.

## Descrizione
L'edificio presenta uno stile baronale scozzese.